# Publio Pactumeyo Clemente
Publio Pactumeyo Clemente (en latín: Publius Pactumeius Clemens) fue un jurisconsulto y senador romano que vivió entre finales del siglo I y mediados del siglo II y desarrolló su cursus honorum bajo los reinados de Trajano, Adriano, y Antonino Pío. Fue cónsul sufecto en el año 138 junto con Marco Vindio Vero.

## Orígenes familiares
Los orígenes de la familia de Clemente estaban en Cirta, ubicada en la provincia de Numidia (actual Argelia). Olli Salomies, proporciona el nombre completo y la filiación de Clemente: "P. Pactumeius Pf Quir. Clemens"; esto indica que el praenomen de su padre también era Publio. Su abuelo paterno fue Quinto Aurelio Pactumeyo Frontón, cónsul sufecto en el año 80.

## Carrera política
Su cursus honorum hasta su consulado se ha conservado en una inscripción encontrada en Cirta. Clemente inició su carrera pública como miembro de los decemviri stlitibus judicandis, uno de los cuatro cargos que componen el vigintivirato; esta junta de diez personas tenía la tarea de mantener las carreteras de la ciudad de Roma. Su siguiente cargo documentado fue el de cuestor. Esta inscripción luego registra que Clemente fue legatus de su suegro Tito Prifernio Peto Roscio Gémino cónsul sufecto en el año 125, durante el gobierno de este último de la provincia senatorial de Acaya; y después de que suegro ejerció su consulado, fue su legatus  por segunda vez, esta vez cuando Gémino fue gobernador de África.
Luego, Clemente regresó a Roma, donde ocupó el cargo republicano de tribuno de la plebe; después de esto fue asignado como curator de las ciudades griegas de Atenas, Tespis, y Platea; luego, en una fecha posterior, también se le asigno la ciudad de Tesalia. Las finanzas de muchas ciudades griegas, durante este período habían caído en desorden, y los emperadores Trajano y Adriano se vieron obligados a nombrar magistrados especiales para reorganizarlas. Una vez más en Roma, fue pretor urbano alrededor del año 127. Estas responsabilidades y cargos habían acumulado para Clemente un alto grado de prestigio y prominencia entre los "senadores de origen africano en Roma". Edward Champlin infiere que otros miembros de este grupo incluyeron a Quinto Lolio Úrbico, cónsul en el año 133 y gobernador de Britania; Gayo Arrio Antonino, cónsul alrededor del año 175; y el retórico Marco Cornelio Frontón, tutór de los futuros emperadores Marco Aurelio y Lucio Vero, y cónsul sufecto en el año 142.
Después de esto, Adriano lo nombró comisionado ad rationes civitatium putandas en Siria. A esto le siguió un nombramiento similar para la provincia imperial de Cilicia, convirtiéndose luego en gobernador de esa misma provincia; Werner Eck fecha el período de esta gobernación desde alrededor del año 136 hasta alrededor del año 139. Mientras era gobernador, Clemente fue nombrado cónsul sufecto en el año 138.
No se tiene más información sobre la vida de Clemente después de su consulado.